# Hemiptarsenus waterhousii
Hemiptarsenus waterhousii is een vliesvleugelig insect uit de familie Eulophidae. De wetenschappelijke naam is voor het eerst geldig gepubliceerd in 1833 door John Obadiah Westwood. De soort werd verzameld in Dorking (Verenigd Koninkrijk) en is genoemd naar de verzamelaar Waterhouse.